# Barthélémy
Barthélémy Tugarue Arakino o Barthélémy es un cantante, guitarrista, ukelele y cantautor polinesio, nacido el 3 de octubre de 1956 en Papeete y fallecido el 16 de febrero de 2015 en Pirae, en la isla de Tahití en la Polinesia Francesa.
Grabó doscientas canciones en quince álbumes durante su carrera y, junto con Angelo, Bobby Holcomb y Jean Gabilou, fue considerado uno de los cantantes polinesios más populares de su generación.